# Urien
Urien (pronunciat /ˈjʊəriɛn/), també dit Uriens, va ser un rei de Rheged. És conegut per les seves victòries, entre les quals està la batalla de Gwen Ystrad i la d'Alt Clut Ford, celebrades en els poemes de Taliesin. En la llegenda artúrica apareix amb el sobrenom d'Urien de Gorre i també el seu fill Owain, que posteriorment és anomenat Ywain.

## Personatge històric
Segons el que diu a les llistes de genealogies, Urien era el fill de Cynfarch Oer, que era fill de Meirchion Gul, fill de Gorwst, fill de Cenau, fill de Coel Hen, el primer líder postromà de l'àrea propera al mur d'Adrià de qui es té notícia. Va fer la guerra contra els governants dels colons angles que van fundar el regne de Bernícia. Un cabdill anomenat Ida, s'havia establert amb la seva gent en el territori costaner de Metcauld a mitjans de segle vi i tot seguit començava a atacar i ocupar terra endins. Urien va unir forces amb altres reis britans: Rhydderch Hael el Generósde Strathclyde i dos altres descendents de Coel, Gwallog mab Llaenog i Morgant Bwlch. L'any 590 tots junts van derrotar els angles i els van perseguir fins a Lindisfarne on van assetjar la fortalesa però, segons diu a la Historia Brittonum, Urien va morir assassinat per ordre de Morgant Bwlch, que estava gelós del seu poder. Es diu que l'home que el va matar era anomenat Llofan Llaf Difo. En una de les Tríades gal·leses es diu que la mort d'Urien va ser un dels "tres desafortunats assassinats" i en una altra se'l qualifica com a "un dels tres grans guerrers dels britans".
Va tenir quatre fills, anomenats: Owain, Rhiwallon, Rhun i Pasgen. El més gran el va succeir.

## Personatge llegendari
Urien va esdevenir durant segles una figura popular a Gal·les. Ell i el seu fill Owain van ser incorporats a la llegenda artúrica a mesura que s'anava escampant pel continent Europeu. En aquesta llegenda Rheged va passar a ser la mítica terra de Gore. Els reis Lot de Lothian i Auguselus d'Escòcia apareixen de vegades com a germans seus. Durant el regnat d'Uther Pendragon, Urien es casa amb la germana d'Artús (sovint anomenada Morgan le Fay, però de vegades és una altra germana). Ell, igual com fan els reis d'altres terres, s'oposa al començament a la pujada al tron d'Artús quan mor Uther. Urien i els altres s'hi rebel·len però el jove monarca i els que li són fidels aconsegueixen derrotar-los i llavors tots els rebels esdevenen aliats i vassalls.
En aquestes llegendes el seu matrimoni amb Morgan no és una unió feliç. En una ocasió Morgan planeja robar l'espasa Excàlibur, per després matar Urien i Artús, i situar-se ella i el seu amant Accolon en el tron. Es diu que Urien és el pare d'Ywain (Owain), i en moltes versions també és el pare d'Ywain el Bastard, que va tenir amb la dona del seu senescal. La tradició gal·lesa li atribueix una filla anomenada Morfydd. El novel·lista del segle xv Thomas Malory escriu el nom d'aquesta filla Urience, cosa que ha fet que altres autors com Alfred Tennyson la relacionin amb el rei Rience.